# Лючія Лаура Санженіто
Лючія Лаура Сандженіто (італ. Lucia Laura Sangenito; нар. 22 листопада 1910) — італійська довгожителька, чий вік підтверджено Групою геронтологічних досліджень (GRG) та Групою LongeviQuest (LQ). Наразі вона є найстарішою відомою живою людиною в Італії, після смерті Клаудії Баккаріні 24 грудня 2024 року, 4-ю найстарішою людиною у світі та 3-ю найстарішою живою людиною Європі. Вона є 6-ю найстарішою коли-небудь людиною серед тих, хто народився та жив в Італії та входить до 100 найстаріших підтверджених людей у світовій історії. Її вік становить 114 років, 270 днів.

## Біографія
Лючія Лаура Сандженіто народилася в Стурно, Кампанія, Італія, 22 листопада 1910 року. 2 лютого 1939 року, у віці 23 років вона вийшла заміж за фермера Паскуале Аббондандоло, у пари було 4 дітей, двоє з яких померли невдовзі після народження. Її мати померла у віці 101 року.
У 1962 році через землетрус, вона втратила свій будинок, але через пару років відбудувала новий.
Її чоловік помер 28 вересня 2010 року у віці 98 років, за місяць до її 100-річного ювілею. У травні 2018 року, у віці 107 років, вона впала, зламавши стегно та перенесла складну операцію.
Наразі проживає зі своєю донькою Марією в Стурно, Кампанія, Італія, у віці 114 років, 270 днів.

## Рекорди довгожителя
- 23 грудня 2018 року, після смерті Марії Маріконди, стала найстарішою живою людиною в регіоні Кампанії[7].
- 12 серпня 2024 року вона перевершила вік Амалії Бароне, ставши найстарішою коли-небудь людиною в регіоні Кампанії[7].
- 11 вересня 2024 року, після смерті Сільверії Мартіна Діаса, стала 10-ю найстарішою живою людиною у світі.
- 22 жовтня 2024 року, після смерті Елізабет Френсіс, стала 9-ю найстарішою живою людиною у світі.
- 22 листопада 2024 року стала 8-ю найстарішою людиною в Італії, 45-ю найстарішою людиною в Європі та 226-ю найстарішою людиною в історії, яка досягла 114 років[11].
- 24 грудня 2024 року, після смерті Клаудії Баккаріні, стала 8-ю найстарішою живою людиною у світі та найстарішою живою відомою людиною в Італії[12].
- 29 грудня 2024 року, після смерті Томіко Ітооки стала 7-ю найстарішою живою людиною у світі.
- 26 квітня 2025 року, після смерті Окагі Хаясі, стала 6-ю найстарішою живою людиною у світі.
- 30 квітня 2025 року, після смерті Іни Канабарро Лукас, стала 5-ю найстарішою живою людиною у світі.
- 20 травня 2025 року після смерті Міне Кондо стала 4-ю найстарішою живою людиною у світі.
- 11 серпня 2025 року увійшла  до 100 найстаріших підтверджених людей у світі.